# ورزش‌های پارالمپیک

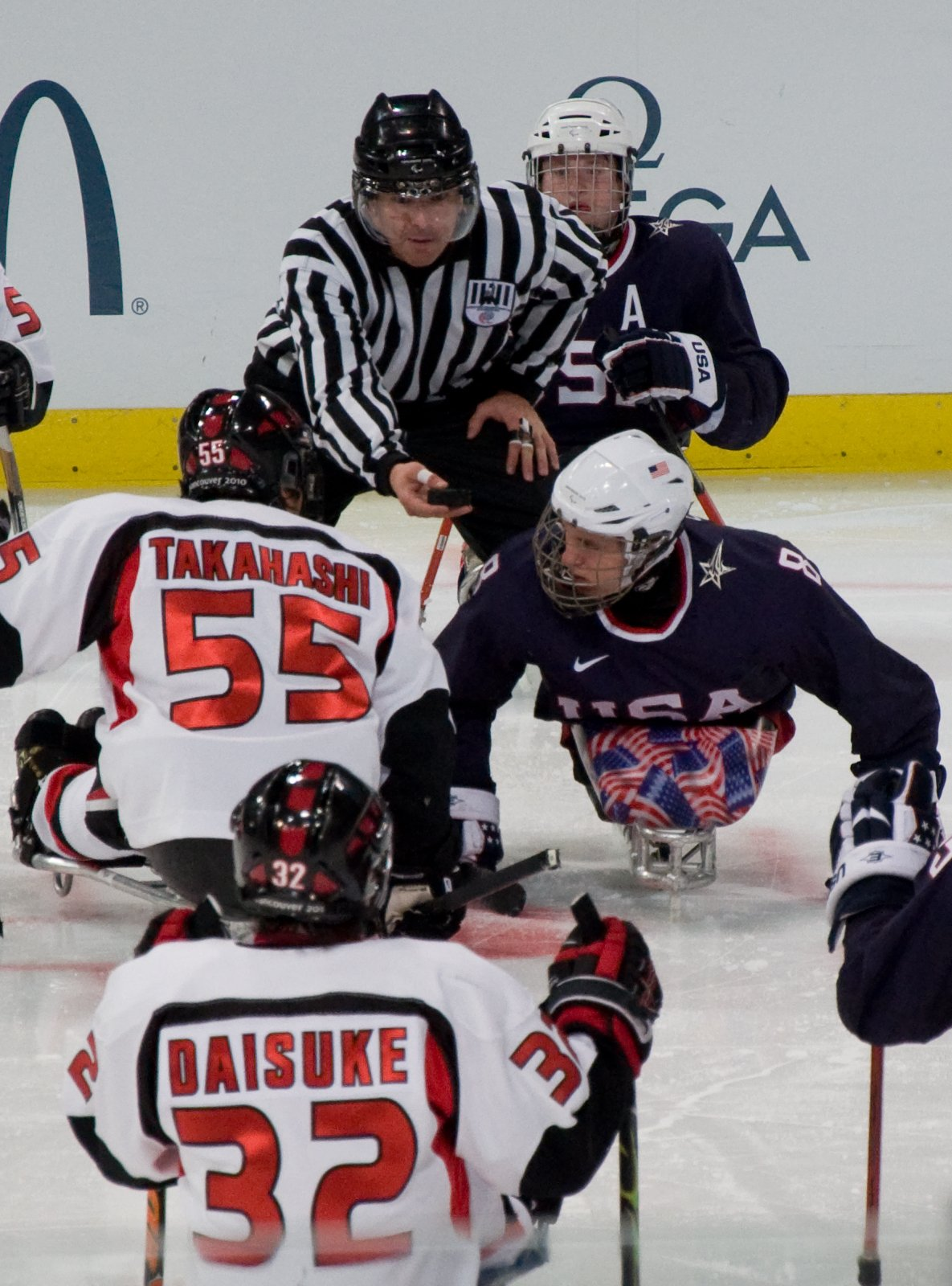
بازی‌های پارالمپیک زمستانی ۲۰۱۰

ورزش‌های پارالمپیک شامل همهٔ ورزش‌های مسابقه داده‌شده در بازی‌های پارالمپیک تابستانی و بازی‌های پارالمپیک زمستانی می‌شود. بازی‌های پارالمپیک نیز گونه‌ای رویداد مهم بین‌المللی چندورزشی برای ورزشکاران دارای معلولیت جسمی یا آسیب‌دیدگی ذهنی است.